# Pseudotrionymus multiductus
Pseudotrionymus multiductus är en insektsart som först beskrevs av John Wyman Beardsley 1959. 
Pseudotrionymus multiductus ingår i släktet Pseudotrionymus och familjen ullsköldlöss. Inga underarter finns listade i Catalogue of Life.